# (29469) 1997 UV2
(29469) 1997 UV2 est un astéroïde de la ceinture principale d'astéroïdes découvert en 1997.

## Description
(29469) 1997 UV2 a été découvert le 25 octobre 1997 à l'observatoire de Nihondaira, un observatoire astronomique qui se trouve sur une colline surplombant Shimizu-ku à Shizuoka au Japon, par Takeshi Urata.

### Caractéristiques orbitales
L'orbite de cet astéroïde est caractérisée par un demi-grand axe de 2,70 ua, un périhélie de 2,33 ua, une excentricité de 0,14 et une inclinaison de 1,23° par rapport à l'écliptique. Du fait de ces caractéristiques, à savoir un demi-grand axe compris entre 2 et 3,2 ua et un périhélie supérieur à 1,666 ua, il est classé, selon la JPL Small-Body Database, comme objet de la ceinture principale d'astéroïdes.

### Caractéristiques physiques
(29469) 1997 UV2 a une magnitude absolue (H) de 14,6 et un albédo estimé à 0,236.